# People’s Choice Awards 2014
40-я церемония награждения премии «People's Choice Awards» за заслуги в области кинематографа, телевидения и музыки за 2013 год состоялась 8 января 2014 года в Microsoft Theater в Лос-Анджелесе. Номинанты, в 48 категориях, были объявлены 5 ноября 2013 года. Ведущими церемонии стали Бет Берс и Кэт Деннингс.

## Номинанты и исполнители, и трюки для People’s Choice Awards 2013

### Ведущие
- Бет Берс
- Кэт Деннингс

### Исполнители
- OneRepublic — Counting Stars[2]
- Сара Бареллис — Brave[3]
- Брэд Пейсли — The Mona Lisa[4]

### Люди, вручавшие награды
| - Джессика Альба - Стана Катич - Сандра Буллок - Зак Эфрон - Бритни Спирс - Кристина Агилера - Джастин Тимберлейк - Анна Фэрис - Марг Хелгенбергер - Рома Дауни - Кейли Куоко - Эмили Дешанель - Майкл Уэзерли - Джош Холлоуэй - Эллен Дедженерес - LL Cool J - Крис О'Доннелл - Мелисса Маккарти - Дрю Бэрримор - Нина Добрев - Роберт Дауни-младший - Сара Мишель Геллар - Шон Хейс | - Эллисон Дженни - Майкл Б. Джордан - Куин Латифа - Джулианна Маргулис - Шемар Мур - Норман Ридус - Иэн Сомерхолдер - Майлз Теллер - Эллисон Уильямс - Малин Акерман - Стивен Амелл - Уэйн Брейди - Стивен Кольбер - Крис Колфер - Ная Ривера - Люси Хейл - Хайди Клум - Росс Мэтьюс - Джозеф Морган - Меган Ори - Иан Зиринг - Мэтт Леблан |

## Список основных номинаций
Победители выделены полужирным начертанием.

### Кино
| Любимый фильм | Любимый боевик |
| --- | --- |
| - «Железный человек 3» - «Гадкий я 2» - «Форсаж 6» - «Университет монстров» - «Стартрек: Возмездие»                    | - «Железный человек 3» - «Форсаж 6» - «Стартрек: Возмездие» - «Росомаха: Бессмертный» - «Война миров Z» |
| Любимый комедийный фильм                                                                                               | Любимый драматический фильм |
| - «Копы в юбках» - «Одноклассники 2» - «Мальчишник: Часть III» - «Инструкции не прилагаются» - «Мы — Миллеры»          | - «Гравитация» - «Капитан Филлипс» - «Великий Гэтсби» - «Дворецкий» - «Пленницы» |
| Любимый киноактёр | Любимая киноактриса |
| - Джонни Депп - Леонардо Ди Каприо - Роберт Дауни-младший - Хью Джекман - Ченнинг Тейтум                               | - Сандра Буллок - Дженнифер Энистон - Скарлетт Йоханссон - Мелисса Маккарти - Гвинет Пэлтроу |
| Любимый драматический актёр                                                                                            | Любимая драматическая актриса |
| - Леонардо Ди Каприо - Райан Гослинг - Крис Хемсворт - Хью Джекман - Ченнинг Тейтум                                    | - Сандра Буллок - Эми Адамс - Хэлли Берри - Эмма Стоун - Опра Уинфри |
| Любимый комедийный актёр                                                                                               | Любимая комедийная актриса |
| - Адам Сэндлер - Брэдли Купер - Джеймс Франко - Зак Галифианакис - Крис Рок                                            | - Сандра Буллок - Дженнифер Энистон - Скарлетт Йоханссон - Мелисса Маккарти - Эмма Уотсон |
| Любимый актёр боевиков                                                                                                 | Любимый дуэт |
| - Роберт Дауни-младший - Вин Дизель - Хью Джекман - Брэд Питт - Ченнинг Тейтум                                         | - Сандра Буллок и Джордж Клуни — «Гравитация» - Дженнифер Энистон и Джейсон Судейкис — «Мы — Миллеры» - Сандра Буллок и Дженнифер Энистон — «Копы в юбках» - Роберт Дауни-младший и Гвинет Пэлтроу — «Железный человек 3» - Крис Пайн и Закари Куинто — «Стартрек: Возмездие» |
| Любимый семейный фильм                                                                                                 | Любимый фильм ужасов |
| - «Гадкий я 2» - «Университет монстров» - «Оз: Великий и Ужасный» - «Перси Джексон и Море чудовищ» - «Смурфики 2»      | - «Телекинез» - «Заклятие» - «Охотники на ведьм» - «Астрал: Глава 2» - «Мама» |
| Любимый триллер | Любимый фильм уходящего года |
| - «Иллюзия обмана» - «Крепкий орешек: Хороший день, чтобы умереть» - «Тревожный вызов» - «РЭД 2» - «Штурм Белого дома» | - «Голодные игры: И вспыхнет пламя» - «Телеведущий 2: И снова здравствуйте» - «Холодное сердце» - «Хоббит: Пустошь Смауга» - «Тор 2: Царство тьмы» |

### Телевидение
| Любимая телекомедия | Любимая теледрама |
| --- | --- |
| - «Теория Большого взрыва» - «Две девицы на мели» - «Хор» - «Как я встретил вашу маму» - «Американская семейка» | - «Хорошая жена» - «Пожарные Чикаго» - «Анатомия страсти» - «Нэшвилл» - «Родители» |
| Любимый телевизионный комедийный актёр | Любимая телевизионная комедийная актриса |
| - Крис Колфер - Даррен Крисс - Джесси Тайлер Фергюсон - Нил Патрик Харрис - Джим Парсонс | - Кейли Куоко - Зоуи Дешанель - Джейн Линч - Лиа Мишель - Мелисса Маккарти |
| Любимый телевизионный драматический актёр | Любимая телевизионная драматическая актриса |
| - Джош Чарльз - Кевин Бейкон - Джеймс Кэвизел - Патрик Демпси - Марк Хэрмон | - Стана Катич - Маришка Харгитей - Джулианна Маргулис - Сандра О - Поли Перретт |
| Любимая телевизионная криминальная драма | Любимый телевизионный сериал в стиле фэнтези |
| - «Касл» - «Кости» - «Мыслить как преступник» - «Менталист» - «Морская полиция: Спецотдел» | - «Красавица и чудовище» - «Однажды в сказке» - «Сверхъестественное» - «Дневники вампира» - «Ходячие мертвецы» |
| Любимый телевизионный актёр в фэнтези | Любимая телевизионная актриса в фэнтези |
| - Иэн Сомерхолдер - Дженсен Эклс - Стивен Амелл - Эндрю Линкольн - Джаред Падалеки | - Кристин Кройк - Эмилия Кларк - Нина Добрев - Джиннифер Гудвин - Татьяна Маслани |
| Любимая комедия кабельного телевидения | Любимая драма кабельного телевидения |
| - «Ясновидец» - «Неуклюжая» - «Город хищниц» - «Красотки в Кливленде» - «Мелисса и Джоуи» | - «Ходячие мертвецы» - «Аббатство Даунтон» - «Милые обманщицы» - «Сыны анархии» - «Белый воротничок» |
| Любимое платное кабельное телешоу | Любимый телефильм/мини-сериал |
| - «Родина» - «Californication» - «Игра престолов» - «Девчонки» - «Настоящая кровь» | - «Американская история ужасов: Шабаш» - «За канделябрами» - «Библия» - «Акулий торнадо» - «Белая королева» |
| Любимая Cable TV Actress | Любимый телевизионный антигерой |
| - Люси Хейл - Кортни Кокс - Клэр Дэйнс - Энджи Хэрмон - Мэгги Смит | - Рик Граймс (Эндрю Линкольн) — «Ходячие мертвецы» - Джейме Ланнистер (Николай Костер-Вальдау) — "Игра престолов - Уолтер Уайт (Брайан Крэнстон) — «Во все тяжкие» - Декстер Морган (Майкл Си Холл) — «Декстер» - Норман Бейтс (Фредди Хаймор) — «Мотель Бейтс»               |
| Любимая телевизионная команда | Favorite TV Gal Pals |
| - Сэм, Дин Винчестеры и Кастиэль — «Сверхъестественное» - Блейн Андерсон и Сэм Эванс — «Хор» - Шелдон Купер, Леонард Хофстедтер, Говард Воловиц и Раджеш Кутраппали — «Теория Большого взрыва» - Кевин Райан и Хавьер Эспозито — «Касл» - Тед Мосби, Маршаллом Эриксен и Барни Стинсон — «Как я встретил вашу маму» | - Рэйчел Берри и Сантана Лопес — «Хор» - Лили Олдрин и Робин Щербатский — «Как я встретил вашу маму» - Кэролайн Ченнинг и Макс Блэк — «Две девицы на мели» - Мередит Грей и Кристина Янг — «Анатомия страсти» - Пенни, Бернадетт и Эми Фара Фаулер — «Теория Большого взрыва» |
| Любимая «химия» на экране | Любимый телевизионный супергерой |
| - Дэймон Сальваторе и Елена Гилберт — «Дневники вампира» - Ричард Касл и Кейт Беккет — «Касл» - Курт Хаммел и Блейн Андерсон — «Хор» - Дерек Шепард и Мередит Грей — «Анатомия страсти» - Эмма Свон и Капитан Крюк — «Однажды в сказке»                                                                             | - Норман Ридус — «Ходячие мертвецы» - Стивен Амелл — «Стрела» - Билли Берк — «Революция» - Эндрю Линкольн — «Ходячие мертвецы» - Ноа Уайли — «Рухнувшие небеса» |
| Любимая новая телекомедия | Любимая новая теледрама |
| - «Супер весёлый вечер» - «Сумасшедшие» - «Шоу Майкла Джей Фокса» - «Миллеры в разводе» - «Мамочка» | - «Царство» - «Агенты «Щ.И.Т.»» - «Дракула» - «Первородные» - «Сонная лощина» |
| Любимый актёр в новом телесериале | Любимая актриса в новом телесериале |
| - Джозеф Морган - Майкл Джей Фокс - Джонатан Рис Майерс - Энди Сэмберг - Робин Уильямс | - Сара Мишель Геллар - Анна Фэрис - Эллисон Дженни - Минг-На Вен - Ребел Уилсон |
| Любимый стриминговый сериал | Любимый сериал, по которому больше скучаем |
| - «Оранжевый — хит сезона» - «Замедленное развитие» - «Между двумя папоротниками с Заком Галифианакисом» - «Карточный домик» - «Losing It With John Stamos» | - «Во все тяжкие» - «Студия 30» - «Декстер» - «Грань» - «Офис» |
| Любимый дневной телеведущий | Любимый ведущий вечернего ток-шоу |
| - Эллен Дедженерес, «Шоу Эллен Дедженерес» - Стив Харви, «Steve Harvey» - Фил Макгроу, «Доктор Фил» - Ракл Рей, «Rachael Ray» - Келли Рипа и Майкл Страхан, «Live! with Kelly and Michael» | - Стивен Кольбер - Конан О'Брайен - Джимми Фэллон - Джимми Киммел - Дэвид Леттерман |
| Любимый новый ведущий ток-шоу | Любимый телеконкурс |
| - Куин Латифа, «The Queen Latifah Show» - Бетенни Франкель, «Bethenny» - Арсенио Холл, «The Arsenio Hall Show» - Росс Мэтью, «Hello Ross» - Дженни Маккарти, «The View» | - The Voice - В Америке есть таланты - Dancing with the Stars - MasterChef - The X Factor |

### Музыка
| Любимая песня | Любимый альбом |
| --- | --- |
| - «Roar» Кэти Перри - «Just Give Me a Reason» Пинк при участии Nate Ruess - «Mirrors» Джастин Тимберлейк - «Radioactive» Imagine Dragons - «When I Was Your Man» Бруно Марс | - «The 20/20 Experience» Джастин Тимберлейк - «Bangerz» Майли Сайрус - «Based on a True Story…» Блейк Шелтон - «Blurred Lines» Робин Тик - «To Be Loved» Майкл Бубле |
| Любимый видеоклип | Любимые музыкальные фанаты |
| - «Roar» Кэти Перри - «Best Song Ever» One Direction - «Heart Attack» Деми Ловато - «Just Give Me a Reason» Пинк при участии Nate Ruess - «Wrecking Ball» Майли Сайрус      | - Lovatics, Деми Ловато - Britney Army, Бритни Спирс - Directioners, One Direction - Katycats, Кэти Перри - Little Monsters, Леди Гага                               |
| Любимый певец | Любимая певица |
| - Джастин Тимберлейк - Авичи - Майкл Бубле - Бруно Марс - Блейк Шелтон | - Деми Ловато - Кэти Перри - Селена Гомес - Пинк - Бритни Спирс |
| Прорыв года | Любимый поп-исполнитель |
| - Ариана Гранде - Остин Махоун - Icona Pop - Imagine Dragons - Лорд | - Бритни Спирс - Деми Ловато - Бруно Марс - Кэти Перри - Джастин Тимберлейк                                                                                          |
| Любимая кантри-исполнительница | Любимый кантри-исполнитель |
| - Тейлор Свифт - The Band Perry - Lady Antebellum - Блейк Шелтон - Кэрри Андервуд                                                                                           | - Тим Макгро - Алан Джексон - Тоби Кит - Вилли Нельсон - Джордж Стрейт                                                                                               |
| Любимый исполнитель хип-хопа | Любимый исполнитель R&B |
| - Macklemore и Райан Льюис - Дрейк - Jay-Z - Лил Уэйн - Канье Уэст | - Джастин Тимберлейк - Сиара - Алиша Киз - Рианна - Робин Тик |
| Любимая группа | Любимый(-ая) альтернативный рок / рок-группа |
| - Imagine Dragons - Maroon 5 - One Direction - OneRepublic - Paramore | - Fall Out Boy - Imagine Dragons - Mumford & Sons - Muse - Paramore                                                                                                  |